# Бойлер
Бойлерът е уред, спадащ към едрата бяла техника, използван за нагряване на вода за битови нужди (обикновено, когато няма централно подаване на топла вода топлоснабдителна фирма). В зависимост от изискванията, към бойлера могат да се прикачват допълнителни уреди като термометър, нивомер и други. Задължителни защитни устройства са паро-въздушният клапан и терморегулатор със защита.
Бойлерите могат да бъдат проточни и обемни. Обемните могат да бъдат вертикални или хоризонтални, стенни или стоящи. Някои модели проточни бойлери се монтират директно към смесителя (чешмата) и имат малък обем (от 3 до 10 л). Проточните бойлери могат да бъдат за умивалник (наричани понякога „юнга“ по името на популярен модел), за баня (само с душ-слушалка) и комбинирани. Проточните бойлери са с мощност от 3000 до 30 000 W, те са по-мощни от големите стенни бойлери, защото поради малкия си обем и голяма мощност те затоплят водата при протичане. Стенните обемни вертикални или хоризонтални бойлери са с много по-голяма вместимост – от 5 до 200 л. Тяхната мощност е от 1500 до 4000 W. Те се монтират директно към тръбата за студена вода и разпределят нагрятата вода до всички смесители в жилището. Стоящите обемни бойлери са с по-голяма вместимост – 300, 400, 500, 600, 1000 литра. Тяхната мощност е от 2000 до 12 000 W. Използват се за централно захранване с топла вода на големи сгради, като например хотели, жилищни блокове, офисни сгради и др.